# Dístomo-Arájova-Anticira
Dístomo-Arájova-Anticira (griego: Δίστομο-Αράχοβα-Αντίκυρα) es un municipio de Grecia perteneciente a la unidad periférica de Beocia de la periferia de Grecia Central.
El municipio se formó en 2011 mediante la fusión de los antiguos municipios de Antíkyra, Arájova y Dístomo (la actual capital municipal), que pasaron a ser unidades municipales. El municipio tiene un área de 294,05 km².
En 2011 el municipio tenía 8188 habitantes.
Se sitúa al oeste de Lebadea, en la ladera meridional del monte Parnaso. Por el sur, el término municipal tiene salida al mar a través de la bahía de Anticira del golfo de Corinto.